# Mycorrhaphium
Mycorrhaphium là một chi nấm thuộc họ Meruliaceae.